# Kurt Wolf (Politiker, 1921)
Kurt Wolf (* 29. September 1921 in Köln; † 10. Oktober 1994) war ein saarländischer Verlagskaufmann und Politiker der CVP, später der SVP und der FDP/DPS.

## Leben und Beruf
Wolf absolvierte die Lehre zum Verlagskaufmann und war in diesem Beruf tätig, ehe er von 1940 bis 1944 am Krieg teilnahm. Nach seiner Entlassung aus Kriegsgefangenschaft arbeitete er als freier Vertreter, 1949 wechselte er zur SARAG, einem Verlagshaus für Telefonbücher mit Sitz in Saarbrücken.

## Politik
1952 wurde Wolf zum zweiten Kreisvorsitzenden der CVP in Saarlouis gewählt. 1960 spaltete sich die SVP von dieser ab, Wolf schloss sich der neuen Partei an und übernahm den stellvertretenden Landesvorsitz. Bei der Landtagswahl im selben Jahr gewann Wolf ein Mandat im Landtag, dort gehörte er als erster Schriftführer dem Präsidium an. 1965 ging die SVP in der neuen CVP auf, für diese kandidierte Wolf erfolglos für den Deutschen Bundestag. Bei der Landtagswahl wenige Monate zuvor fiel die SVP auf 5,2 Prozent, Wolf konnte sein Mandat somit nicht verteidigen. Nach dem Tod des für die SVP gewählten Erwin Müller, der später zur CDU überging, rückte Wolf am 27. Februar 1968 in den Landtag nach. Am 15. März schloss er sich der SPD-Fraktion an, ein halbes Jahr später, am 18. November, wechselte er in die Fraktion der FDP/DPS, innerhalb dieser Partei wurde er im Folgejahr zu deren Schatzmeister gewählt. Bei der Landtagswahl 1970 fiel die FDP/DPS, ebenso wie die SVP, unter die Fünf-Prozent-Hürde. Wolf schied damit endgültig aus dem Landtag aus, auch das Amt des Landesschatzmeisters legte er nieder, er übernahm nunmehr die Leitung der Filiale Saar der Friedrich-Naumann-Stiftung.